# Islands & Shores
Islands & Shores är Deportees fjärde studioalbum och släpps den 19 oktober 2011. Albumet är producerat av Måns Lundberg.
Första singeln från albumet heter även den "Islands & Shores" och släpptes 24 augusti 2011. Låten gick direkt in på b-rotation på Sveriges Radio P3 när den släpptes. Lykke Li medverkar på låten "A New Name to Go By".
Islands & Shores belönades med betyget 10/10 när den recenserades i tidningen Sonic.
Andra singeln "A Heart Like Yours in a Time Like This" släpptes i januari 2012 i en kortare radioversion samt i en remix av Oskar Linnros.

## Låtlista
1. "Islands & Shores"
2. "The Doctor in Me"
3. "A Heart Like Yours in a Time Like This"
4. "Medicate It Right"
5. "Warpaint"
6. "Carry No Blow"
7. "A New Name to Go By"
8. "The Wild in Me"
9. "When Buildings Sleep"
10. "Future Shocks"